# Miguel Ángel Paniagua
Miguel Ángel Paniagua Rivarola (Ciudad del Este, 14 maggio 1987) è un calciatore paraguaiano, centrocampista dell'Olimpia Asunción in prestito dal Guaraní.